# Guliano Diaz
Guliano Alvita Diaz (Willemstad, 24 februari 1991) is een Curaçaos-Nederlands voetballer die als verdediger voor onder andere Fortuna Sittard speelde.

## Carrière
Guliano Diaz speelde in de jeugd van VV Sittard en Fortuna Sittard. Hij debuteerde voor Fortuna Sittard op 6 november 2009, in de met 0-0 gelijkgespeelde thuiswedstrijd tegen RBC Roosendaal. Hij speelde in totaal acht competitiewedstrijden voor Fortuna Sittard, waar hij in 2010 vertrok. Hierna speelde hij voor BSV Limburgia en VV Heidebloem. Momenteel speelt hij voor VV Caesar.

### Statistieken
| Seizoen                     | Club            | Land           | Competitie     | Competitie | Competitie | Beker | Beker | Totaal | Totaal |
| Seizoen                     | Club            | Land           | Competitie     | Wed.       | Dlp.       | Wed.  | Dlp.  | Wed.   | Dlp.   |
| --------------------------- | --------------- | -------------- | -------------- | ---------- | ---------- | ----- | ----- | ------ | ------ |
| 2009/10                     | Fortuna Sittard | Nederland      | Eerste divisie | 2          | 0          | 0     | 0     | 2      | 0      |
| 2010/11                     | Fortuna Sittard | Nederland      | Eerste divisie | 6          | 0          | 1     | 0     | 7      | 0      |
| Carrièretotaal              | Carrièretotaal  | Carrièretotaal | Carrièretotaal | 8          | 0          | 1     | 0     | 9      | 0      |
| Bijgewerkt op 30 maart 2018 |                 |                |                |            |            |       |       |        |        |